# Robert Jacob Lewis

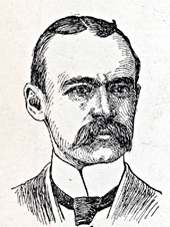
Robert Jacob Lewis

Robert Jacob Lewis (* 30. Dezember 1864 in Dover, York County, Pennsylvania; † 24. Juli 1933 in Camden, Arkansas) war ein US-amerikanischer Politiker. Zwischen 1901 und 1903 vertrat er den Bundesstaat Pennsylvania im US-Repräsentantenhaus.

## Werdegang
Robert Lewis besuchte die öffentlichen Schulen in York. 1883 absolvierte er die High School. In den folgenden Jahren bis 1889 unterrichtete er als Lehrer in den öffentlichen Schulen seiner Heimat. Nach einem anschließenden Jurastudium an der Yale University und seiner 1891 erfolgten Zulassung als Rechtsanwalt begann er in York in diesem Beruf zu arbeiten. In den Jahren 1893, 1897 und 1903 wurde er zum Schulbeauftragten (School Controller) der Stadt York gewählt. 1895 wurde er auch juristischer Vertreter dieser Stadt.
Politisch schloss sich Lewis der Republikanischen Partei an. Im Jahr 1898 kandidierte er noch erfolglos für den Kongress. Bei den Wahlen des Jahres 1900 wurde er dann aber im 19. Wahlbezirk von Pennsylvania in das US-Repräsentantenhaus in Washington, D.C. gewählt, wo er am 4. März 1901 die Nachfolge des Demokraten Edward Danner Ziegler antrat. Da er im Jahr 1902 auf eine weitere Kandidatur verzichtete, konnte er bis zum 3. März 1903 nur eine Legislaturperiode im Kongress absolvieren.
Nach dem Ende seiner Zeit im US-Repräsentantenhaus praktizierte Robert Lewis wieder als Anwalt. Er starb am 24. Juli 1933 in Camden.